# Adam Sijbel
Adam Sijbel (Amsterdam, gedoopt 5 april 1746 - Makkum, 24 september 1803) was een Nederlandse tegelschilder. Sijbel zorgde voor vernieuwende impulsen bij de fabricage van siertegels in Friesland; hij was bovendien een toonaangevende schilder voor het werk van de tegelfabriek in Makkum.

## Leven en werk
Sijbel werd in 1746 in de Lutherse Kerk te Amsterdam gedoopt als zoon van de commandeur Davit Sijbel en van Catharina Swart. Hij werd opgeleid tot plateelschilder bij de tegelfabriek D' Oude Prins, gevestigd in de Anjeliersstraat in de Jordaan. Sijbel trouwde op 12 juli 1778 in Amsterdam met de in 1738 geboren Saartje Pietersdr. van Woensel. In 1781 trad hij toe tot de doopsgezinde gemeente. Vanwege het ontbreken van perspectief vertrok Sijbel in 1784 naar Makkum, waarschijnlijk op voorspraak van de doopsgezinde leraar en geloofsgenoot Matthias van Geuns, die in 1783 predikant in Makkum was geworden. Van Geuns kende Sijbel nog van zijn studietijd (1779-1782) in Amsterdam. Van Geuns woonde naast de reder, fabrikant en koopman Hylke Jans Kingma. Sijbel kreeg voor tien jaar een aanstelling bij de tegelfabriek van Kingma. Al tijdens zijn contract maar ook daarna schilderde hij voor de aardewerkfabriek van Tichelaar aldaar. Voor de fabriek van Kingma heeft hij "het aanzien van het product bepaald". Sijbel overleed in september 1803 op 57-jarige leeftijd in tamelijk kommervolle omstandigheden in zijn woonplaats Makkum.

## Monumentale en museale kunstwerken
De monumentale tegelwand met twaalf schepentableaus in hotel De Prins van de hand van Sijbel (1790) is vanwege het unieke karakter erkend als rijksmonument. 
Werk van Sijbel bevindt zich onder meer in
- het Keramiekmuseum Princessehof te Leeuwarden
- het Fries Museum te Leeuwarden
- het Fries Scheepvaart Museum te Sneek
- het Metropolitan Museum of Art in New York
- de Koninklijke Musea voor Kunst en Geschiedenis te Brussel
- het Rijksmuseum te Amsterdam
- Museum Warkums Erfskip te Workum

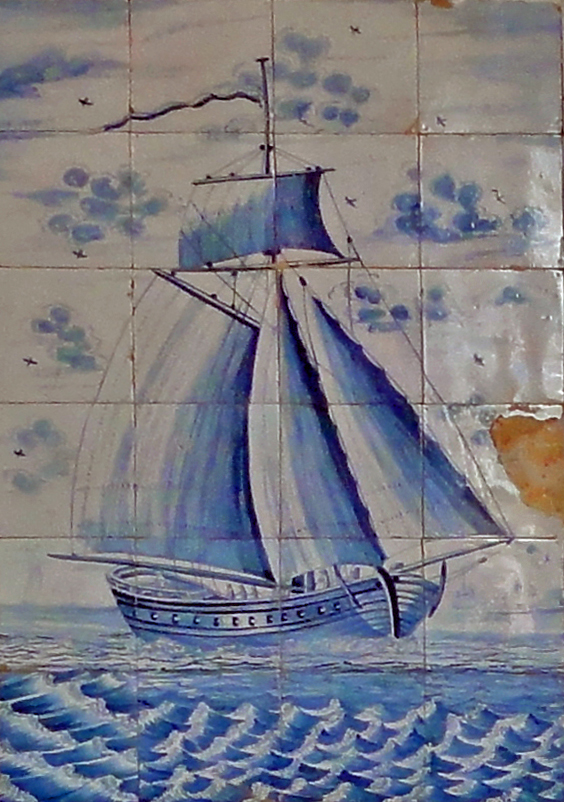
Detail van de door Sijbel vervaardigde tegelwand in hotel De Prins in Makkum
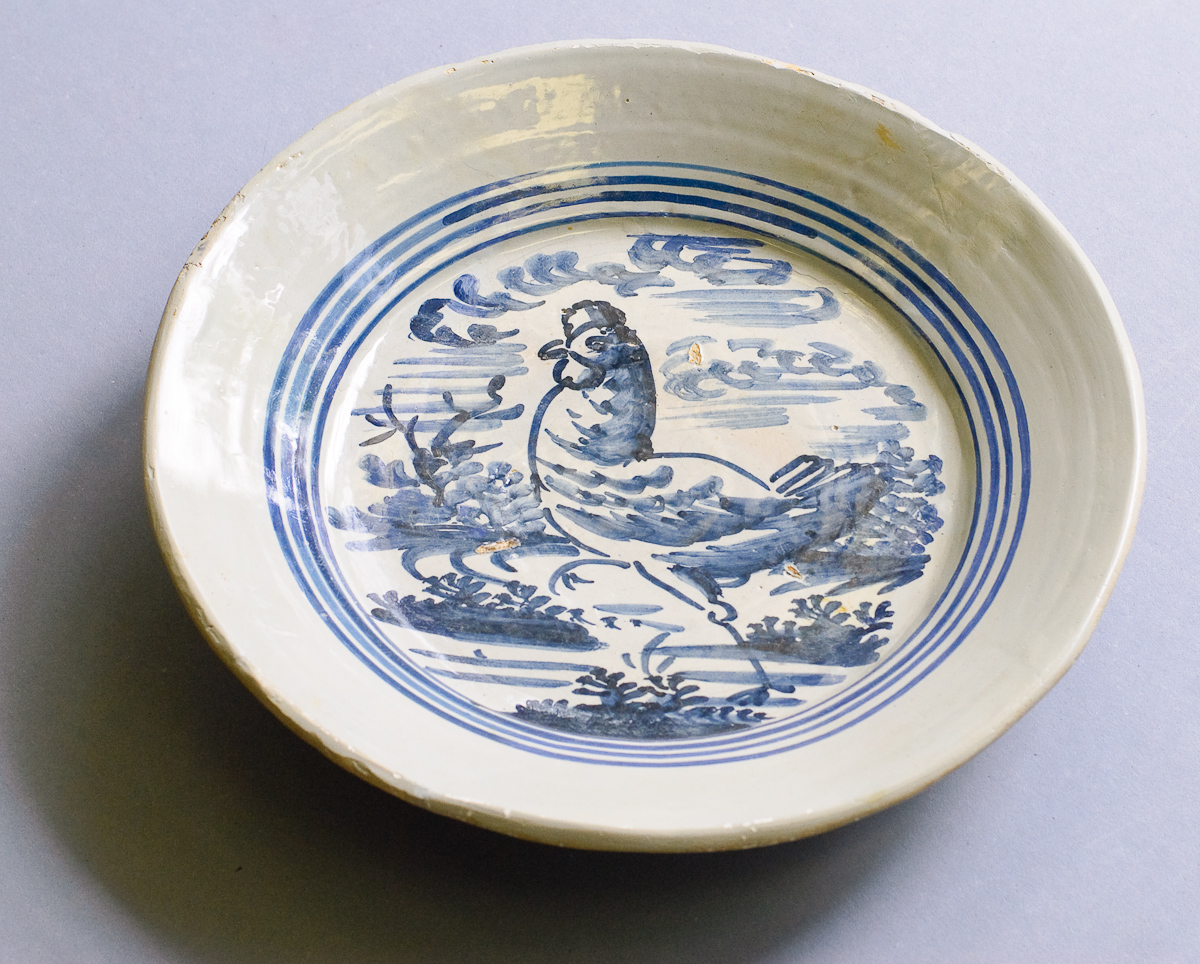
majolica schotel met hen
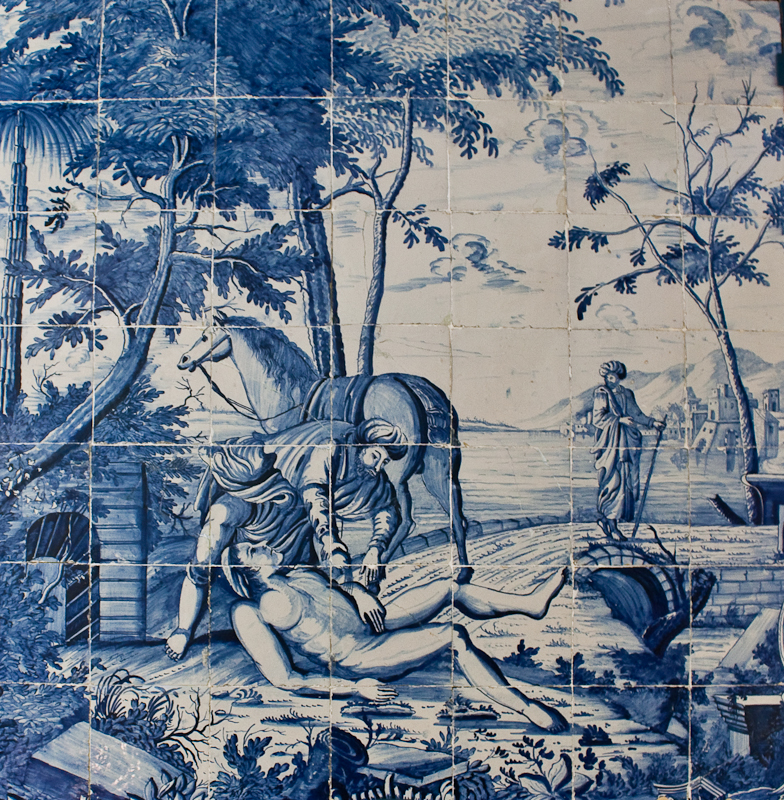
Tegeltableau met de barmhartige Samaritaan
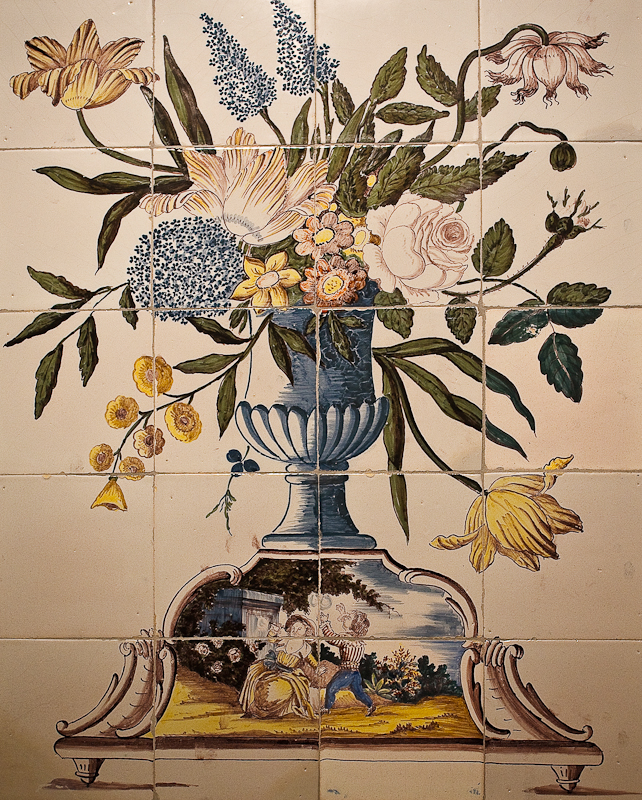
Tegeltableau met een bloemvaas